# Gran Premio de Bélgica de Motociclismo de 1956
El Gran Premio de Bélgica de Motociclismo de 1956 fue la cuarta prueba de la temporada 1956 del Campeonato Mundial de Motociclismo. El Gran Premio se disputó el 8 de julio de 1956 en el Circuito de Spa.

## Resultados 500cc
Finalmente Geoff Duke y Reg Armstrong pudieron comenzar, pero no sumaron puntos en esta carrera. Duke tomó la delantera en la carrera, pero tuvo que rendirse, dejando a John Surtees (MV Agusta) ganar la carrera por delante de Walter Zeller (BMW) y Umberto Masetti. Alfredo Milani llevó a su Gilera al quinto lugar. Ken Kavanagh se retiró con la Moto Guzzi V8 y se negó a correr con ella el resto de la temporada.
| Pos.    | Piloto             | Moto       | Tiempo       | Puntos |
| ------- | ------------------ | ---------- | ------------ | ------ |
| 1       | John Surtees       | MV Agusta  | 1h 09' 02" 2 | 8      |
| 2       | Walter Zeller      | BMW        | +39"         | 6      |
| 3       | Pierre Monneret    | Gilera     | +1' 28" 5    | 4      |
| 4       | Umberto Masetti    | MV Agusta  | +1' 28" 9    | 3      |
| 5       | Alfredo Milani     | Gilera     | +2' 21" 1    | 2      |
| 6       | Auguste Goffin     | Norton     | +3' 40" 7    | 1      |
| 7       | Barry Hodgkinson   | Norton     | +3' 57" 5    |        |
| 8       | John Storr         | Norton     | +3' 57" 8    |        |
| 9       | Bob Matthews       | Norton     | +1 Vuelta    |        |
| 10      | Keith Bryen        | Norton     | +1 Vuelta    |        |
| 11      | Eddie Grant        | Norton     | +1 Vuelta    |        |
| 12      | John Grace         | Norton     | +1 Vuelta    |        |
| 13      | Frederick Cook     | Matchless  | +1 Vuelta    |        |
| 14      | Michael Roche      | Norton     | +1 Vuelta    |        |
| 15      | Pierre Nicholas    | Norton     | +2 Vueltas   |        |
| Ret     | Raymond Bogaerdt   | Norton     | Ret          |        |
| Ret     | Keith Campbell     | Norton     | Ret          |        |
| Ret     | Paul Fahey         | Matchless  | Ret          |        |
| Ret     | Geoff Duke         | Gilera     | Ret          |        |
| Ret     | Bill Lomas         | Moto Guzzi | Ret          |        |
| Ret     | Ernst Riedelbauch  | BMW        | Ret          |        |
| Ret     | Jackie Wood        | Norton     | Ret          |        |
| Ret     | Reg Armstrong      | Gilera     | Ret          |        |
| Ret     | Bob Brown          | Matchless  | Ret          |        |
| Ret     | Firmin Dauwe       | Norton     | Ret          |        |
| Ret     | Ken Kavanagh       | Moto Guzzi | Ret          |        |
| Ret     | Leen Reehorst      | Norton     | Ret          |        |
| Ret     | Günther Borgesdiek | Norton     | Ret          |        |
| Ret     | Hans-Günther Jäger | Norton     | Ret          |        |
| Ret     | Jules Nies         | Norton     | Ret          |        |
| Fuente: |                    |            |              |        |

## Resultados 350cc
En la carrera de 350cc, John Surtees anotó la primera victoria con la MV Agusta de cuatro cilindros. Como Ken Kavanagh no anotó puntos, el campeonato de 350cc quedaba completamente abierto, con MV Agusta, Moto Guzzi y DKW en liderando la clasificación.
| Pos. | Piloto            | Moto       | Tiempo    | Puntos |
| ---- | ----------------- | ---------- | --------- | ------ |
| 1    | John Surtees      | MV Agusta  | 52' 48" 6 | 8      |
| 2    | August Hobl       | DKW        | +16" 8    | 6      |
| 3    | Cecil Sandford    | DKW        | +48" 1    | 4      |
| 4    | Karl Hofmann      | DKW        | +1'20"0   | 3      |
| 5    | Umberto Masetti   | MV Agusta  | +1'22"5   | 2      |
| 6    | Hans Bartl        | DKW        | +1'23"2   | 1      |
| 7    | Auguste Goffin    | Norton     | +3'02"3   |        |
| 8    | Bob Matthews      | Norton     | +3'03"3   |        |
| 9    | Barry Hodgkinson  | Norton     | +3'04"0   |        |
| 10   | John Storr        | Norton     | +3'04"5   |        |
| 11   | Arthur Wheeler    | Moto Guzzi | +4'06"2   |        |
| 12   | Eddie Grant       | Norton     | +5'13"6   |        |
| 13   | Keith Bryen       | Norton     |           |        |
| 14   | Jack Wood         | Velocette  |           |        |
| 15   | Michael Roche     | Norton     |           |        |
| 16   | Frederic Cook     | AJS        |           |        |
| 17   | Bob Brown         | AJS        |           |        |
| 18   | Pierre Vervroegen | Norton     |           |        |
| 19   | Firmin Dauwe      | Norton     |           |        |
| 20   | Jean-Pierre Bayle | Norton     |           |        |
| 21   | Lo Simons         | Norton     |           |        |
| 22   | Len Rehorst       | AJS        |           |        |
| 23   | Christian Baix    | Norton     |           |        |
| Ret  | Enrico Lorenzetti | Moto Guzzi | Ret       |        |
| Ret  | Bill Lomas        | Moto Guzzi | Ret       |        |
| Ret  | Giovanni Rocchi   | Moto Guzzi | Ret       |        |
| Ret  | Duilio Agostini   | Moto Guzzi | Ret       |        |
| Ret  | Dickie Dale       | Moto Guzzi | Ret       |        |

## Resultados 250cc
Tercera victoria consecutiva de Carlo Ubbiali en la temporada y se destaca en la clasificación general respecto a Luigi Taveri, que volvió a ser segundo. Horst Kassner cerró el podio en esta carrera.
| Pos. | Piloto               | Moto       | Tiempo    | Puntos |
| ---- | -------------------- | ---------- | --------- | ------ |
| 1    | Carlo Ubbiali        | MV Agusta  | 45' 11" 9 | 8      |
| 2    | Luigi Taveri         | MV Agusta  | +38" 1    | 6      |
| 3    | Horst Kassner        | NSU        | +1' 41" 2 | 4      |
| 4    | Kees Koster          | NSU        | +2' 59"   | 3      |
| 5    | Lo Simons            | NSU        | +3' 28" 2 | 2      |
| 6    | Jean-Pierre Bayle    | NSU        | +1 Vuelta | 1      |
| 7    | Karl-Julius Holthaus | NSU        | +1 Vuelta |        |
| 8    | Tarquinio Provini    | FB Mondial | +1 Vuelta |        |
| 9    | Siegfried Lohmann    | Adler      | +1 Vuelta |        |
| 10   | Bill Maddrick        | Moto Guzzi | +1 Vuelta |        |
| Ret  | Fortunato Libanori   | MV Agusta  | Ret       |        |
| Ret  | Enrico Lorenzetti    | Moto Guzzi | Ret       |        |
| Ret  | Hans Baltisberger    | NSU        | Ret       |        |
| Ret  | Günther Beer         | Adler      | Ret       |        |
| Ret  | Hubert Luttenberger  | Adler      | Ret       |        |

## Resultados 125cc
Tarquinio Provini ganó su tercer Gran Premio de 125cc consecutivo y, aunque aún no de forma oficial, ya era campeón del mundo. Luigi Taveri, que terminó segundo y también ocupaba la segunda posición en la clasificación del Mundial, ya no podía superarlo, pero Carlo Ubbiali teóricamente aún podría igualarlo. Ubbiali no pudo tomar la salida ya que se lesionó después de la celebración del Gran Premio de los Países Bajos.
| Pos. | Piloto             | Moto       | Tiempo    | Puntos |
| ---- | ------------------ | ---------- | --------- | ------ |
| 1    | Carlo Ubbiali      | MV Agusta  | 42' 09" 1 | 8      |
| 2    | Fortunato Libanori | MV Agusta  | +39" 6    | 6      |
| 3    | Pierre Monneret    | Gilera     | +51" 9    | 4      |
| 4    | Luigi Taveri       | MV Agusta  | +2' 04" 5 | 3      |
| 5    | Karl Hofmann       | DKW        | +2' 52" 3 | 2      |
| 6    | John Grace         | Montesa    | +1 Vuelta | 1      |
| 7    | Francisco González | Montesa    | +1 Vuelta |        |
| 8    | Lo Simons          | FB Mondial | +1 Vuelta |        |
| 9    | William Maddrick   | MV Agusta  | +2 giri   |        |
| Ret  | Tarquinio Provini  | FB Mondial | Ret       |        |
| Ret  | August Hobl        | DKW        | Ret       |        |
| Ret  | Romolo Ferri       | Gilera     | Ret       |        |